# Longeville-en-Barrois
Longeville-en-Barrois település Franciaországban, Meuse megyében. Lakosainak száma 1092 fő (2022. január 1.). Longeville-en-Barrois Bar-le-Duc, Montplonne, Resson, Savonnières-devant-Bar, Silmont és Tannois községekkel határos.

## Népesség
A település népességének változása:
| Lakosok száma | 1066 | 1149 | 1229 | 1189 | 1171 | 1168 | 1160 | 1129 | 1114 | 1092 |
|               | 1968 | 1982 | 1990 | 2006 | 2013 | 2015 | 2017 | 2019 | 2020 | 2022 |